# Jeremy de Nooijer
Jeremy de Nooijer (Flessinga, 15 marzo 1992) è un calciatore olandese, di origini di Curaçao, centrocampista del GOES.

## Palmarès

### Club

#### Competizioni nazionali
- Campionato moldavo: 2

Sheriff Tiraspol: 2017, 2018

### Nazionale
- Coppa dei Caraibi: 1

2017